# Pachydema theriyi
Pachydema theriyi is een keversoort uit de familie bladsprietkevers (Scarabaeidae). De wetenschappelijke naam van de soort is voor het eerst geldig gepubliceerd in 1897 door Brenske.